# 颱風凡那比
| 太平洋颱風季             |
| 主題頁 - 專題 - 編輯指南 |

颱風凡亞比（英語： Typhoon Fanapi，國際編號：1011，聯合颱風警報中心：WP122010，菲律賓大氣地球物理和天文管理局：Inday）為2010年太平洋颱風季的熱帶氣旋之一。
該名稱由提供，凡亞比是楚克語，指由楚克州中的Pattiw、納莫努伊托環礁、霍爾群島、莫特洛克群島這四個在楚克群島外圍組成的環狀珊瑚島。2004年颱風雲娜被除名後替換成凡那比，然而凡那比此名只用一次即在2011年被除名，新名為雷伊。

## 發展歷史
早於9月14日，熱帶擾動94W在吕宋海峽以東的太平洋形成，日本氣象廳在同日中午12時把它升為熱帶低氣壓。不久美國聯合颱風警報中心也把此熱帶擾動升格為熱帶低氣壓。
9月17日晚上7時，中國国家气象中心將凡亞比升格為強颱風。9月18日10時，香港天文台升格凡那比為強颱風。晚上10時凡那比集結在香港之東北偏東約550公里，以時速約20公里向西移向廣東東部至福建沿岸。下午4時中國国家气象中心升格為超強颱風。
9月19日早上，凡那比受地形偏南移動，到早上8時40分，凡那比於台灣花蓮縣豐濱鄉登陸。其後中央氣象台降格為強颱風。香港天文台隨即在下午1時許把凡那比降格為颱風。日本氣象廳亦於下午2時降格為強烈熱帶風暴。凡那比於同日下午6時從台南市七股區離開台灣。
9月20日早上7時，凡那比再度於中國福建省漳州市東山縣陳城鎮登陸，向西深入廣東省。凡那比於9月21日2時在廣州市花都區境內減弱為熱帶低氣壓，5時在廣東西部減弱為低壓區。但是其殘餘雨帶風勢和雨量仍為華南地區帶來大雨至暴雨，至23日晚上才基本結束。
其後於日本氣象廳發佈的最佳路徑中，日本氣象廳將凡亞比的氣壓下調至930hPa。

## 影響

### 日本

#### 沖繩縣
- 志多阿原：最大平均風48.9m/s，瞬間最大陣風63.8m/s
- 大原：最大平均風40.2m/s，瞬間最大陣風60.8 m/s
- 與那國島：最大平均風44.0m/s
- 石垣島：最大平均風33.6m/s，瞬間最大陣風50.3 m/s

### 臺灣、金門
當地發出最高颱風警告：海上陸上颱風警報
由於凡那比為2010年首個影響台灣的颱風，中央氣象局預估各地有強陣風出現。各縣市紛紛進行預警撤離，農委會水土保持局並提出土石流預警。凡那比於9月19日早上8時40分於花蓮縣豐濱鄉登陸，約下午6時自台南市七股區出海。
9月17日晚上11時半，交通部中央氣象局發布海上颱風警報。9月18日凌晨5時半，發布陸上颱風警報。9月20日下午2時半，解除颱風警報。台灣鐵路管理局宣佈19日全台鐵路停駛，台灣高鐵公司隨後宣布停駛。全台除連江縣及金門縣外9月19日均達停止上班、停止上課標準。9月20日台灣南部（嘉義市除外）、東南部、金門縣仍停班停課，澎湖縣則停課上班。
中央災害應變中心統計凡那比並造成2人死亡，111人受傷；收容6172人，1.6萬人撤離；全台農、漁業損失逾34億4300萬元。高屏地區多處淹水。台灣電力公司統計全國共90.5萬戶停電。

#### 各縣市

##### 臺北市
- 9月19日，台北氣象站測得最大陣風10級，所幸無明顯災情。不過威力可吹動台北101大樓維持大樓平衡的「風阻尼球」，於下午3:00及晚間8:00晃動長達2分鐘。[7]
- 9月20日，凌晨1時37分；中國文化大學大倫館及男生宿舍疑因電線短路而發生火災，強風助長火勢，受災範圍最少波及200坪；受災同學高達104人，而僑生共40人。

##### 臺北縣
- 9月18日，宣佈淡水河系水門將於19日午夜12時關閉[8]。汐止路面崩落而導致壓爆水管，近百戶約千人無水供應。

##### 基隆市
- 9月19日，陣風10級。

##### 宜蘭縣
- 9月18日，晚間停班停課。大同鄉英士村預先撤離[9]。
- 9月19日，蘇澳出現16級陣風。

##### 苗栗縣
- 9月19日，苑裡一名婦女因風被門夾斷一節手指；頭份一名少年墜落河床，腿骨骨折；泰安司馬限部落急撤35人。

##### 臺中市
- 9月19日，最大陣風10級。一名40歲男子疑似高處被強風吹襲失去平衡而墜樓死亡。台電台中區營業處最高曾達3萬餘戶停電，台電已陸續修復。

##### 臺中縣
- 9月18日，宣佈19日停止上班、停止上課[6]。立榮、復興及華信等三家航空公司宣佈明日台中清泉崗機場起降之國內線航班全部停飛[5]。
- 9月19日，台電台中區營業處最高曾達3萬餘戶停電，台電已陸續修復。

##### 彰化縣
- 9月19日，在彰化市的三間鐵皮屋屋頂被吹起，而水塔、電線也砸車房。

##### 南投縣
- 9月20日，信義鄉及仁愛鄉繼續全日停班停課。

##### 雲林縣
- 9月18日，宣佈明日停止上班、停止上課。

##### 嘉義市
- 9月19日，嘉義市氣象站測得11級陣風（史上前10）。由蔣家親手種植、有60年歷史的松樹被颱風吹倒。

##### 嘉義縣
- 9月18日，曾文水庫進行調節性洩洪，放水3000萬噸，以因應可能帶來的豪雨[10]。布袋港客貨輪停駛、立榮航空金門及馬祖航班航線停飛[11]。
- 9月19日，阿里山公路有石頭從山上倒下來，導致71K有坍方而中斷。
- 9月20日，全日停班停課。

##### 臺南市
- 9月19日，台南氣象站測得12級陣風（史上前10），強風豪雨。
- 9月20日，全日停班停課。

##### 臺南縣
- 9月19日，意外死亡1人：中午12時13分，於將軍鄉長榮村文衡殿旁巷道發現1名年約70-80歲男性老人路倒，身分不詳，經將軍消防分隊送往佳里綜合醫院急救，經醫師急救無效宣告死亡，死因查證中。嘉南藥理科技大學因校園淹水未退，校外道路台一線亦成一條大河，軍方以運兵車載送學生返家，同時該校宣佈休假四天。
- 9月20日，全日停班停課。教育部公布最新學校颱風災害損失統計，以台南縣782萬元最嚴重。

##### 高雄市
- 9月18日，晚間停班停課[12]。

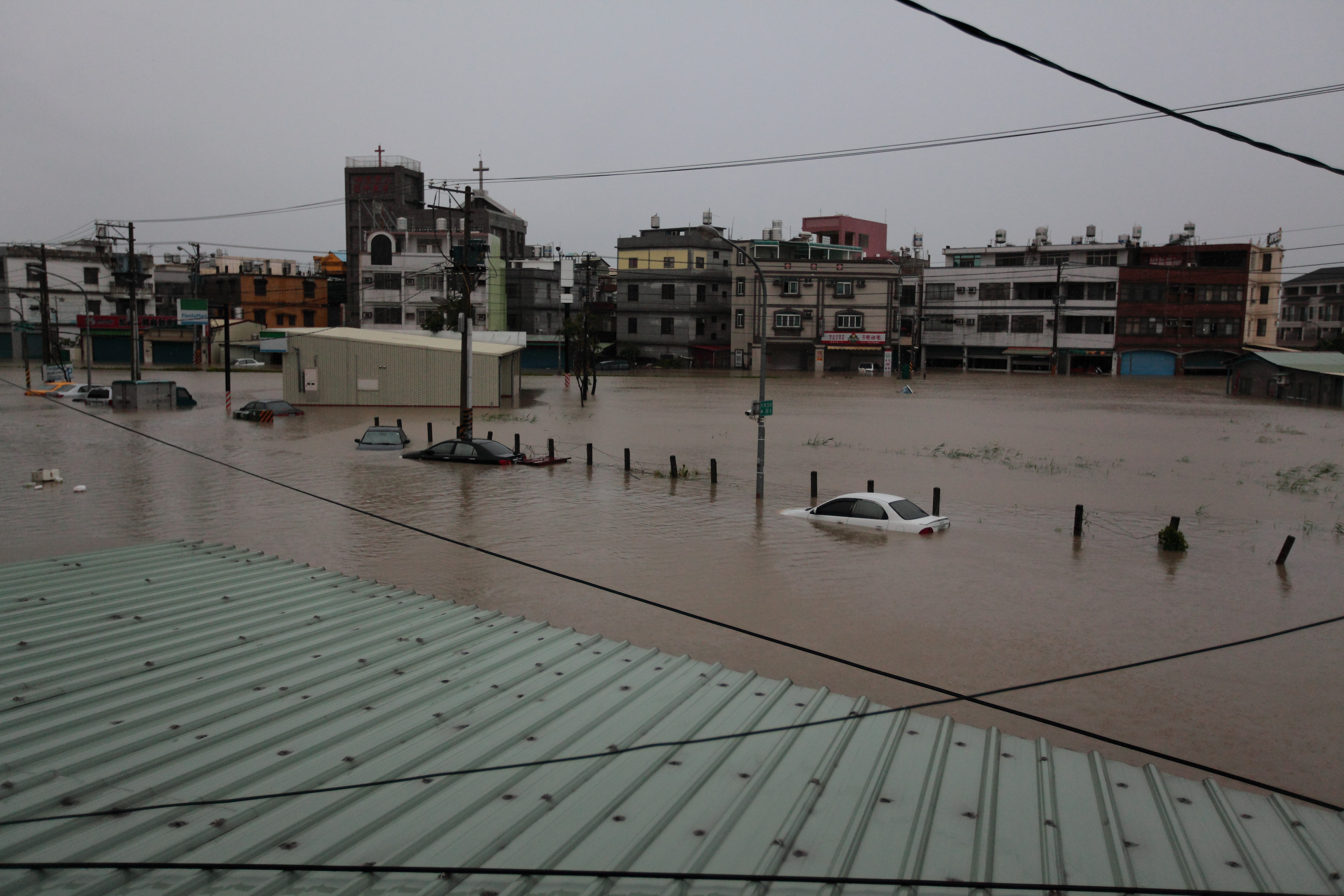
楠梓區援中港一帶的淹水情況

- 9月19日，高雄市受到狂風暴雨肆虐，多數路燈與行道樹相繼倒地，廣告帆布亦多遭強風吹破懸掛於空中。北高雄四行政區楠梓區、左營區、鼓山區、三民區主要道路皆成一片汪洋，三民區孝順街水浸水位在晚上兩小時突然暴升，導致水位最高時達一輛房車,本和里15棟大樓及400多間透天厝淹水，泡水轎車500多輛，機車逾千部；愛河水位暴漲淹至路面。前鎮區高雄氣象站19日單日降雨量為426.5公釐[13]，最大陣風則達11級風。高雄市政府19日晚間表示，截至19日晚間8時，凡那比在高雄市降雨以楠梓區累計降雨量618毫米最多，已逼近200年降雨頻率(連續6小時降雨逼近600毫米。[14])；多個地區均出現水浸[15]。部分災民嘆宛若七一一水災重演[16]。颱風也吹斷電線而起火。台電高雄區營業處約4.6萬戶以上停電。
- 9月20日，全日停班停課。除楠梓區部分區域外，多數地區積水已退。[17]
- 9月21日，北高雄部分學校仍停課。
- 全台學校受災損失以高雄市最為嚴重，估計超過約1.86億元。個別學校風災損失部分，以文藻外語學院受創最深，許多電機跟電腦設備及外文書教材等因泡水毀損，損失約1億元；國立高雄大學也有4800萬元損失。[18]

##### 高雄縣
- 9月18日，撤離茂林鄉萬山村、那瑪夏鄉民族村、民權村、桃源鄉梅蘭村[19]。
- 9月19日，六龜鄉豪雨而水浸，山區道路積水水深及膝；另一方面，山區道路也出現嚴重坍方及土石流。高雄縣橋頭鄉岡山測站（白樹子農場）測得日雨量867.5mm，高雄市工務局下水道工程處表示，鳳雄一帶含高市楠梓區、高雄縣大社、岡山、橋頭，連續6小時最大降雨量都超過200年降雨頻率[20]，多個地區出現嚴重水災、停電[15]。
- 9月20日，全日停班停課。

##### 屏東縣
- 9月18日，撤離大社、達來及德文部落。牡丹水庫由於水位過高洩洪。來往小琉球交通船於16時起停駛[21]。
- 9月19日，瑪家鄉瑪家測站19日雨量1079.5mm。屏東發生大停電，約10萬人受影響。而國立屏東科技大學一帶嚴重水浸及腹。台24線霧台山路多處出現坍方，而有洪水流下。高屏聯絡橋梁只剩台1線高屏大橋及福爾摩沙高速公路[22]。
- 9月20日，全日停班停課。

屏東縣瑪家自動雨量站的累積雨量1131毫米。

##### 花蓮縣
- 9月18日，宣佈晚間停班停課。並宣佈明日停班停課。預先撤離卓溪鄉卓清村、卓溪村、立山村、崙山村、瑞穗鄉富源村、富興村、瑞祥村。[23]
- 9月19日，凡那比颱風上午8時40分由豐濱鄉登陸，花蓮氣象站測出17級陣風（每秒56.5公尺），全縣電力中斷近9萬戶，估計至少25萬人受影響。午夜前仍有約3萬9千戶停電待修。吉安鄉、壽豐鄉、光復鄉有許多大型電線桿被颱風吹倒，翻在路上；國立東華大學宿舍的天花板及窗框被颱風吹例，壓17名學生，當中2名學生受傷。東森新聞一名女採訪記者在進行直播前差點被颱風吹起，情況一度驚險。鳳林榮民醫院的玻璃被吹破，導致雨水入內。

##### 臺東縣
- 9月19日，受地形影響，台東吹起33度的焚風[24]。成功鎮陣風達到13級，台東市則達10級。卑南鄉知本溫泉飯店的強化玻璃被颱風吹碎。颱風為台東县帶來超過300毫米雨量，重創曾遭遭莫拉克蹂躪的太麻里、金鋒乡、大武鄉及達仁乡4鄉鎮，台東縣政府下午4時強制撤離金峰鄉嘉蘭村及太麻里鄉德其里地區居民。[25]
- 9月20日全日停班停課。

##### 澎湖縣
- 9月20日，下午3時澎湖氣象站（馬公市）出現13級陣風，東吉島陣風14級。全日上班停課，白沙鄉停班停課。

##### 金門縣
- 9月18日，宣佈小三通來往金門與廈門客船19日及20日停行兩日[26]。
- 9月20日，全日停班停課。

### 

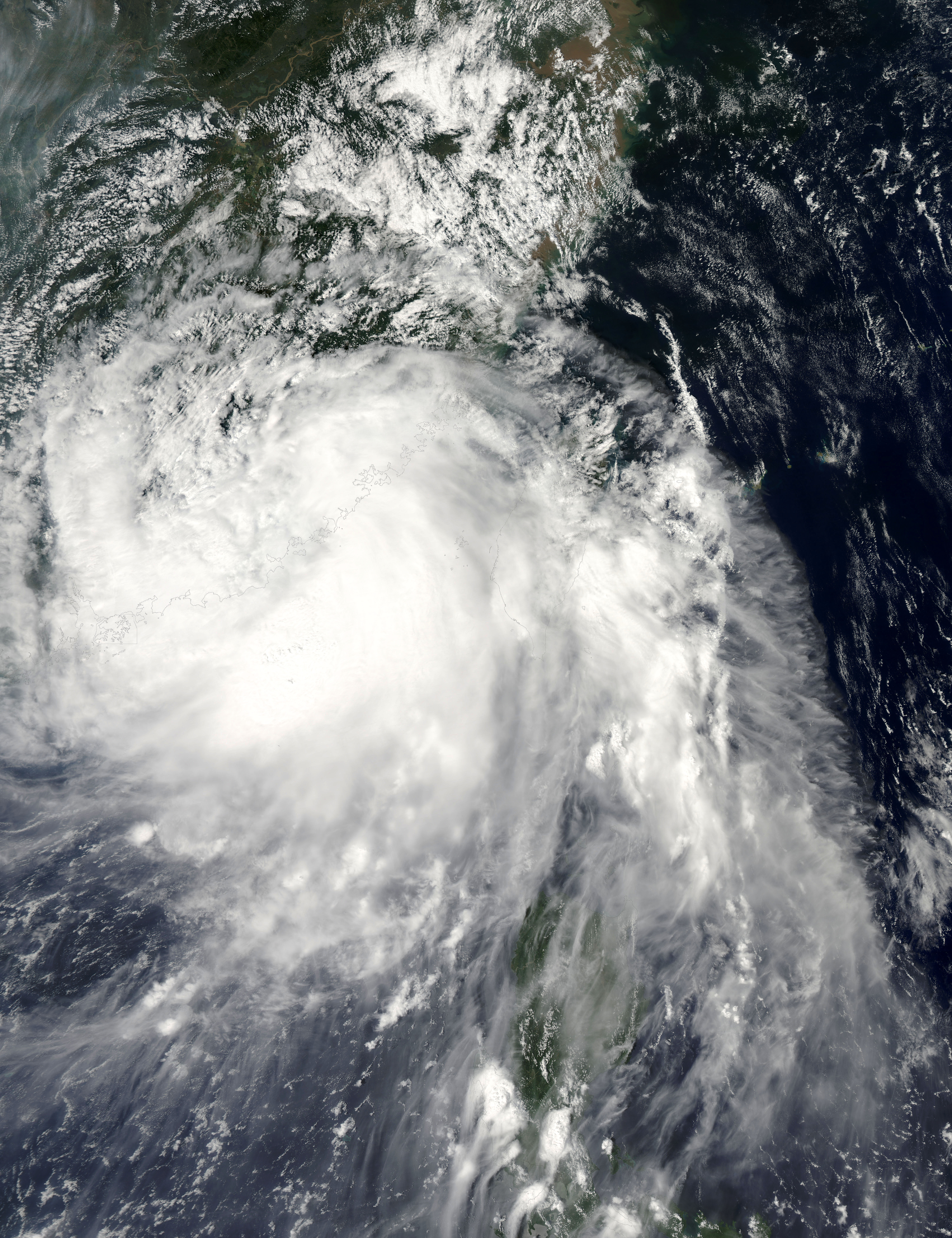
熱帶風暴凡亞比離開台灣，前往中國

### 中国大陆
中央氣象台最高熱帶氣旋警告信號： 颱風紅色預警信號
9月17日6時，中國中央氣象台發布颱風橙色預警，至9月18日6時升至紅色預警；凡亞比於9月20日7時在福建省漳州市東山縣陳城鎮登陸，登陸時中心氣壓970百帕，近中心最大風力12級（風速35米/秒），並以每小時20公里左右的速度向偏西方向移動；登陸後強度迅速減弱，9月20日18時轉發藍色預警，9月21日2時熱帶暴凡亞比在廣州境內減弱為熱帶低壓，中央氣象台於當天5時中央氣象台對其停止編號並於早晨6時解除藍色預警。

#### 福建省
全省最高熱帶氣旋警告信號： 颱風紅色預警信號
據福建省防汛辦統計，從20日8時至17時，全省降雨量在25—49.9毫米有9個縣市；50—99.9毫米有14個縣市；降雨量超過100毫米有3個縣，分別為南靖126毫米、漳浦119毫米、長泰108毫米。
據福建省防汛辦9月21日15時統計，全省共有5個設區市31個縣（市、區）、60.61萬人受災，房屋倒塌四百間，緊急轉移34萬人，農作物受災2525公頃，直接經濟損失6億5千萬元，其中水利設施直接經濟損失1億元。其中廈門市兩萬人受災，直接經濟損失2200多萬元；漳州市26.28萬人受災經濟損失1.6億元。

#### 廣東省
全省最高熱帶氣旋警告信號： 颱風橙色預警信號
9月20日9時至21日9時，廣東省內有287個站點降雨量超過100毫米（大暴雨量級），24個站點降雨量超過300毫米（特大暴雨量級）。茂名高州市馬貴鎮馬貴站累計降雨量達553毫米，陽江陽春市雙窖鎮上茂坪站累計降雨量達550毫米，6小時降雨量超過兩百年一遇。茂名高州市和陽春市部分站點6小時降雨量超過百年一遇。而據全省氣象自動站網監測，19日0時～23日8時錄得超過400毫米的降水有：高州馬貴（約840毫米）、陽春雙窖（557.9毫米）、上川島（499.9毫米）、陽春三甲鎮（455.3毫米）；104個鄉鎮（社區）錄得降雨200～400毫米；473個鄉鎮（社區）錄得降雨100～200毫米。
廣東省防汛抗旱總指揮部在9月25日發表《「9·21」特大洪澇災害傷亡成因分析報告》，報告稱粵西災區傷亡的主因是千年一遇特大暴雨引發特大山洪泥石流：12小時內降雨量較大的站點為高州市馬貴鎮馬貴站673.5毫米，降雨強度達到一千年一遇；陽春市雙滘鎮根子村上茂坪站784毫米，陽春市八甲鎮石碧村委會站502.5毫米，均超兩百年一遇；茂名市信宜市合水鎮合水圩250毫米，達兩百年一遇。而特大暴雨導致山區多條河流（曹江與潭水河）水位超歷史最高水位。水文專家稱「如此罕見的強降雨，不論下在哪個地方，都絕對無法承受」，而因洪災所造成傷亡非常嚴重，佔死亡和失蹤人員總數2/3（66%），高州市馬貴鎮死亡、失蹤的66人全為泥石流和山體滑坡所致。同日下午，廣東省委召開常委召開救災工作情況匯報會議，會議主持省委書記汪洋與黃華華、歐廣源、黃龍雲、朱明國等與會官員會前全體默哀。
據廣東省民政廳統計，凡亞比帶來的暴雨造成截至9月27日17時，全省因災死亡100人（茂名市高州市53人、信宜市33人，陽江陽春市13人，云浮羅定市1人），失蹤61人（高州市21人、信宜市17人、陽春市3人），328人受傷；其中絕收面積兩千公頃；倒塌房屋17000間，受災人口157萬人，直接經濟損失51億5千萬元人民幣，並造成全省省道7條，縣、鄉村的道路79條公路中斷；其中茂名市信宜東部、高州東北部山區鎮普降大暴雨，山洪暴發，造成多處山體滑坡造成嚴重傷亡。
茂名信宜市錢排鎮21日零時至22日8時，其上游累計降雨量達610毫米，超百年一遇。該處紫金礦業錢排銀岩錫礦尾礦在21日早上九點半左右發生庫壩崩塌，一半壩體已被沖空，直接造成石花地上游達洞村1人死亡，4人失蹤，另造成石花地小水電站下游雙合村6人死亡，10人失蹤（當時初步統計）（另是次崩塌事故可能令作業廢水經廣西梧州市、岑溪市進入西江，致9月22日晚上未有超標情況）。此外因雨倒塌房屋286間，受災農作物面積20823公頃，直接經濟損失5.25億元，另12人被泥石流掩埋，生死未明。
此次暴雨災害造成茂名市高州、信宜兩地26個鎮：至10月2日17時，信宜市死亡36人、失蹤10人、受傷31人（9月30日16時數據如下：其中錢排鎮死亡21人，失蹤7人、受傷14人﹝重傷3人﹞；平塘鎮死亡14人，失蹤6人、受傷3人）。至9月30日16時，高州市因災死亡54人、失蹤20人、受傷280人（其中馬貴鎮死亡49人，失蹤18人；古丁鎮死亡2人，失蹤1人；大坡鎮死亡2人，失蹤1人；深鎮鎮死亡1人）。
另外陽春市內雙滘、三甲、八甲、潭水、河口五鎮受災嚴重，多座橋梁被沖垮，雙滘鎮與三甲鎮災情較嚴重，因橋梁被沖毀而對外交通中斷；截至10月3日該市14人死亡、2人失蹤；經搶修後至10月10日已全部通行。
而自由亞洲電台引述當地村民稱，上游的水庫潰壩已造成一百多人死亡（沿河而下的十幾個村莊，僅在水口、雙合已撈起一百多具遇難群眾屍體），卻被當地政府封鎖消息，9月22日廣東省委書記汪洋與黃華華前往了解災情時，近百村民豎起橫額並集體下跪，要求徹查該銀岩錫礦尾礦庫壩是否為豆腐渣工程並追究紫金礦業與貪官之責任；另有村民指該壩建造前曾受反對，因為庫壩建築位置與過程也讓參與修建的村民感到很不安全，但相關部門仍強行建起大壩；村民亦稱此壩壩體多是泥土堆成，是次潰壩並不足為奇，而該壩被沖毁後有記者觀察到裸露壩體上很多碎石（透過碎石能清楚看到黃土），且不見樁基、水泥；災難發生後，潰壩無法洩洪，對下游災民仍有危險，信宜市政府在9月27日表示三天內以分層爆破拆除該潰壩。
茂名市委在10月7日召開第14次常委會議，其中通過《「9·21」特大暴雨洪災災區恢復重建總體規劃》，《規劃》目標在下年春節（2011年2月初）前恢復災區基本生活條件和基本公共服務設施；力爭一年內使災區生活水平達到或超過災前水平；兩年內逐步恢復生態、居住環境，努力建設安居樂業、生態文明、安全新家園。
而責任問題方面：廣東省新聞辦於9月27日新聞發布會間，廣東省政府秘書長唐豪回答《南方日報》記者提問時回應稱已成立由廣東省紀律委員會書記朱明國任組長、副省長李容根任副組長的調查處理領導小組。經初步調查該庫壩存在嚴重質量問題，已對該壩負責人協助調查，另中共信宜市紀委在10月2日晚上宣布：信宜市安監局局長莊達耀、國土局局長溫平生因涉嫌嚴重違紀已被立案調查；另信宜市政府廣東省信宜市人民法院控告信宜紫金礦業有限公司、信宜市寶源礦業有限公司並索償1950萬元失，另訴訟費用全部由被告承擔。而法院已於10月16日受理案件。
當地最高熱帶氣旋警告信號 颱風橙色預警信號的有：汕頭、潮州
當地最高熱帶氣旋警告信號 颱風黃色預警信號的有：揭陽、汕尾、梅州
當地最高熱帶氣旋警告信號 颱風藍色預警信號的有：廣州、深圳、珠海、東莞、惠州、河源、中山、韶關、江門
當地最高熱帶氣旋警告信號 颱風白色預警信號的有：佛山、肇慶、雲浮、清遠

### 香港
當地發出之最高熱帶氣旋警告信號： 三號強風信號
凡亞比為香港天文台新熱帶氣旋分級制度下，首個令天文台發出熱帶氣旋警告信號的強颱風。受凡亞比的下沉氣流影響，9月18日起香港天氣酷熱，天文台在18日早上6時45分發出酷熱天氣警告，19日晚上7時半取消；隨著凡亞比逼近，天文台在9月19日下午4時35分發出一號戒備信號，當時凡亞比集結於香港以東約640公里。
天文台在9月20日下午4時05分發出三號強風信號，當時凡亞比集結於香港之東北偏東約220公里。由於凡亞比登陸後改向西南至西南偏西移動，天文台預料凡亞比將正面吹襲香港，在香港北面100公里內掠過，因此天文台曾表示發出八號烈風或暴風信號的機會不能排除。及後凡亞比再改向西北偏西移動，之後持續偏西路徑，與香港距離保持在150公里左右，香港普遍受烈風影響的機會不大，同時凡亞比中心風力僅屬熱帶風暴下限（每小時約65公里），因此天文台沒有發出更高信號。當晚香港轉吹西南風，風勢進一步增強，離岸海域吹強風，高地風勢間中達烈風程度。凡亞比在9月21日凌晨1時至2時最接近香港，在天文台總部以北約150公里掠過。凡亞比在一小時後減弱為熱帶低氣壓。與凡亞比相關的強雷雨帶下午至晚上為香港帶來大雨及雷暴。天文台在20日晚上8時05分發出黃色暴雨警告信號，9時50分取消。午夜過後凡亞比移至香港以北，該雨帶再次為香港帶來雷雨。天文台在21日凌晨1時55分再度發出黃色暴雨警告信號，凌晨2時40分發出紅色暴雨警告信號。隨著該雨帶開始遠離，天文台在凌晨4時55分改發黃色暴雨警告信號，再於5時25分取消所有暴雨警告信號。期間多處地區錄得超過100毫米雨量。凡亞比影響香港期間，天文台兩度發出雷暴警告及一度發出山泥傾瀉警告。
由於凡亞比減弱和逐步遠離的關係，香港天文台在21日日出前後曾一度表示會改發一號戒備信號，但凡亞比在進入內陸後，減弱和移動的速度變得相當快，結果天文台於早上7時35分直接取消所有熱帶氣旋警告信號，當時凡亞比集結在香港之西北約190公里，減弱為低壓區。這是自2009年熱帶風暴浪卡正面吹襲香港以來首次。不過凡亞比的殘餘雨帶仍然廣闊，為香港一直帶來驟雨。令中秋節期間的天氣一直處於較涼和密雲有雨的天氣。直至9月24日，受華中的一道冷鋒和其隨後的東北季候風南下影響，凡亞比開始逐漸消散，天氣才有所好轉。
凡亞比吹襲期間，天文台測風網絡8個指定自動氣象站只有2個錄得強風，三號信號不達標；但維多利亞港則間中受強風影響，九龍天星碼頭的最高持續風速為每小時46公里，表示市區亦受強風影響。風暴期間，長洲及機場錄得最高10分鐘平均風速為每小時58及54公里。凌晨暴雨期間，港島薄扶林村有大量雨水湧入村屋，有村民被困。

### 澳門
當地懸掛最高熱帶氣旋警告信號：  三號風球
氣象站瞬間最低氣壓：985.1 hPa（9月20日下午4時42分）
風暴中心與澳門之最近距離：澳門以北約160公里（9月21日凌晨3時）
澳門9月20日下午開始受到「凡亞比」外圍的不穩定氣流影響，澳門地球物理暨氣象局遂於下午4時半懸掛一號風球；同時由於澳門天氣急轉變壞，氣象局因此於晚間發出暴雨警告信號，並同時於9月21日凌晨4時改掛三號風球；其後由於「凡亞比」逐漸減弱及遠離澳門，氣象局因此於同日上午10時除下所有風球。
凡亞比接近澳門前後帶來大雨，9月20日下午3時至晚上11時期間，大部分時間均下着大雨，致使新橋區、高士德大馬路、新馬路、下環以及氹仔東北馬路等地出現不同程度水浸，其中新橋區水深及膝，新馬路同善堂至十月初五日街一段路水深接近膝頭，東方拱門行車隧道因水浸一度封閉。澳門氣象局在9月20日晚上10時發出暴雨警告信號，並在09-21凌晨0時50分取消所有暴雨警告信號．

#### 雨量
| 氣象站         | 信號懸掛期間總雨量(毫米) |
| -------------- | ------------------------ |
| 大潭山         | 137.4                    |
| 嘉樂庇總督大橋 |                          |
| 友誼大穚(北)   |                          |
| 友誼大穚(南)   |                          |
| 西灣大橋       |                          |
| 孫逸仙紀念公園 | 133.6                    |
| 污水處理廠     | 129.4                    |
| 海事博物館     | 152.4                    |

## 熱帶氣旋警告使用紀錄

### 台灣
| 交通部中央氣象局 颱風警報 | 交通部中央氣象局 颱風警報 | 交通部中央氣象局 颱風警報 |
| ------------------------- | ------------------------- | ------------------------- |
| 上一熱帶氣旋              | 海上颱風警報              | 下一熱帶氣旋              |
| 輕度颱風莫蘭蒂            | 海上颱風警報              | 強烈颱風梅姬              |
| 輕度颱風莫蘭蒂            | 陸上颱風警報              | 強烈颱風梅姬              |

### 中國大陸
| 国家气象中心 颱風預警信號 | 国家气象中心 颱風預警信號 | 国家气象中心 颱風預警信號 |
| ------------------------- | ------------------------- | ------------------------- |
| 上一熱帶氣旋              | 颱風橙色預警信號          | 下一熱帶氣旋              |
| 熱帶風暴莫蘭蒂            | 颱風橙色預警信號          | 超強颱風鮎魚              |
| 熱帶風暴莫蘭蒂            | 颱風紅色預警信號          | 超強颱風鮎魚              |

### 香港
| 香港天文台 熱帶氣旋警告信號 | 香港天文台 熱帶氣旋警告信號 | 香港天文台 熱帶氣旋警告信號 |
| --------------------------- | --------------------------- | --------------------------- |
| 上一熱帶氣旋                | 一號戒備信號                | 下一熱帶氣旋                |
| 強烈熱帶風暴獅子山          | 一號戒備信號                | 超強颱風鮎魚                |
| 颱風燦都                    | 三號強風信號                | 超強颱風鮎魚                |

### 澳門
| 地球物理暨氣象局 熱帶氣旋信號 | 地球物理暨氣象局 熱帶氣旋信號 | 地球物理暨氣象局 熱帶氣旋信號 |
| ----------------------------- | ----------------------------- | ----------------------------- |
| 上一熱帶氣旋                  | 一號風球                      | 下一熱帶氣旋                  |
| 強烈熱帶風暴獅子山            | 一號風球                      | 颱風鮎魚                      |
| 颱風燦都                      | 三號風球                      | 熱帶風暴海馬                  |

## 外部連結
- （英文）http://www.usno.navy.mil/JTWC （页面存档备份，存于） 聯合颱風警報中心
- （日語）http://www.jma.go.jp/jma/index.html （页面存档备份，存于） 日本氣象廳
- （繁體中文）http://www.cwb.gov.tw （页面存档备份，存于） 中央氣象局
- （英文）http://www.pagasa.dost.gov.ph/ （页面存档备份，存于） 菲律賓大氣地球物理和天文管理局
- （繁體中文）http://www.hko.gov.hk （页面存档备份，存于） 香港天文台
- （繁體中文）http://www.smg.gov.mo （页面存档备份，存于） 地球物理暨氣象局
- （简体中文）https://web.archive.org/web/20100914143856/http://slt.zj.gov.cn/typhoneweb/ 浙江省台风路径实时发布系统（仅支持IE浏览器）
- （简体中文）「凡亞比」信宜高州災情統覽，茂名新聞網
- （简体中文）9‧21災難照片集（雙合，錢排），錢排風情BBS，網民「東山老狼」於2010年9月21日發表